# Cantó de Mondoubleau
El cantó de Mondoubleau és un cantó francès del departament de Loir i Cher, situat al districte de Vendôme. Té 14 municipis i el cap és Mondoubleau.

## Municipis
- Arville
- Baillou
- Beauchêne
- Choue
- Cormenon
- Mondoubleau
- Oigny
- Le Plessis-Dorin
- Saint-Agil
- Saint-Avit
- Saint-Marc-du-Cor
- Sargé-sur-Braye
- Souday
- Le Temple

## Història
| Data d'elecció                           | Identitat                | Partit                     | Qualitat |
| ---------------------------------------- | ------------------------ | -------------------------- | -------- |
| 1945-1949                                | Jean-Laurent Gheerbrandt | SFIO                       |          |
| 1949-1971                                | André du Vigneau         | CNIP                       |          |
| 1971-1973                                | Gaston Busson            | Divers gauche              |          |
| 1973-1998                                | Pierre Fauchon           | CD, després UDF-CDS        |          |
| 1998-2004                                | Henri Cochelin           | Divers gauche              |          |
| 2004-                                    | Jean Léger               | UDF, després Divers droite |          |
| les dades anteriors no són pas conegudes |                          |                            |          |
|                                          |                          |                            |          |

## Demografia
| A partir de 1990: Població sense dobles comptes |